# Oberamt Winnweiler

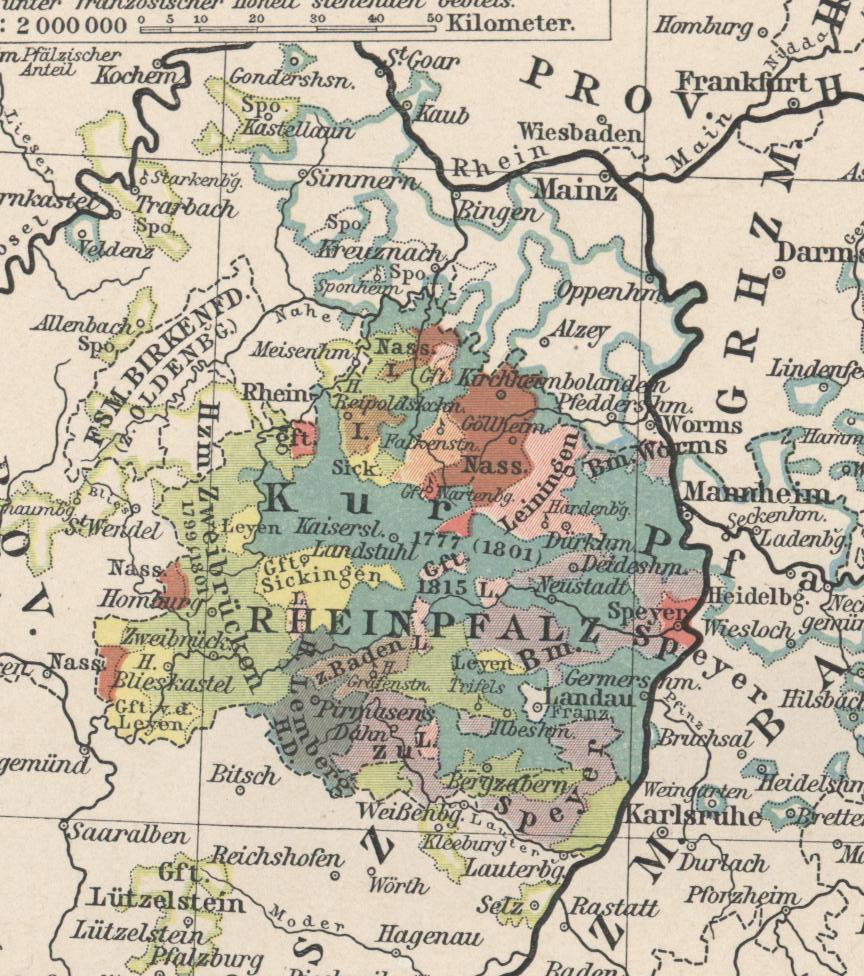
Die Territorien der Pfalz um 1790. Das Oberamt Winnweiler in hellorange, ca. mittig, mit der eingezeichneten Burg Falkenstein. Darüber in der gleichen Farbe die kleinere „Herrschaft Stolzenberg“; die „Wirichshube“ ist nicht kenntlich.

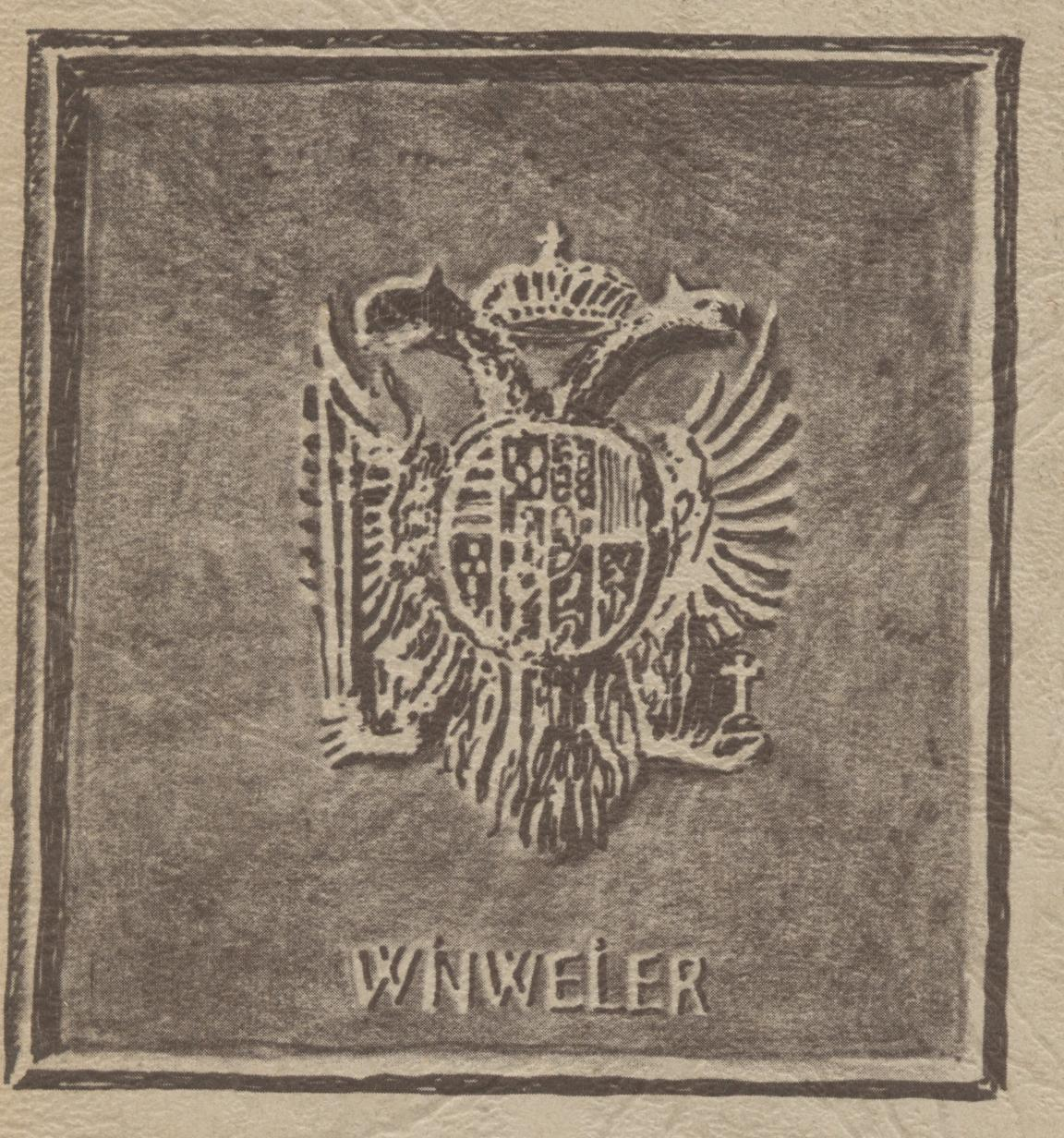
Zeichnung einer barocken Ofenplatte mit dem Wappen des österreichischen Oberamtes Winnweiler.

Das österreichische Oberamt Winnweiler war einer von etwa zehn übergeordneten Verwaltungsbezirken des Habsburgischen Reichsteiles Vorderösterreich. Vor dem formellen Anschluss an Österreich 1782 wurde es meist als Oberamt Falkenstein oder Grafschaft Falkenstein bezeichnet. Es lag im Oberrheinischen Kreis nördlich und teils südlich von Kaiserslautern und umfasste zudem acht Dörfer südlich von Mainz als Exklaven.

## Territorium
Das Territorium des österreichischen Oberamtes Winnweiler umfasste rund 150 km² in drei nicht zusammenhängenden Teilen. Verwaltungssitz war das Städtchen Winnweiler mit dem Oberamt und dem Sitz des Oberamtmanns. Umgeben war es vornehmlich von Territorien der Kurpfalz und von Nassau-Weilburg.
Das Oberamt Winnweiler war ein österreichischer Verwaltungsbezirk aus dem Erbe der Herzöge von Lothringen und wurde 1782 auch formell dem Reichsteil Vorderösterreich angeschlossen, also den habsburgischen Ländern, die westlich bzw. nördlich des eigentlichen Habsburgerreiches lagen, aber nicht zu den Österreichischen Niederlanden gehörten. Vorderösterreich existierte nicht als zusammenhängendes Gebilde, sondern setzte sich aus vielen territorial getrennten, kleineren und kleinsten Einzelgebieten zusammen.
Das Oberamt selbst bestand wiederum aus drei nahe beieinander liegenden, getrennten Teilen. Größter Teil war das zusammenhängende Gebiet der Grafschaft Falkenstein mit dem Hauptort Winnweiler in der heutigen Pfalz und acht Exklavedörfern als Streubesitz in Rheinhessen. Nördlich des geschlossenen Territoriums der Grafschaft Falkenstein lag ein kleinerer Bereich, die „Herrschaft Stolzenberg“ um Dielkirchen, die mit Pfalz-Zweibrücken gemeinschaftlich verwaltet wurde. Südlich der Grafschaft Falkenstein befand sich die sogenannte „Wirichshube“ bei Trippstadt, ein Kleinstgebiet aus 3 Ortschaften, das ebenfalls als Exklave zur Grafschaft Falkenstein gehörte, jedoch von Kurpfalz beansprucht und zumeist auch verwaltet wurde, die den Freiherrn von Hacke damit belehnte.
Im „Geographischen Handbuch von dem Österreichischen Staate“ von Ignaz de Luca, Wien 1790, ist das Gebiet wie folgt beschrieben:

„Oberrheinischer Kreis. Falkenstein, eine Reichsgrafschaft im oberrheinischen Kreise am Fuße des Tannenbergs gelegen... Der Flächeninhalt derselben wird auf 2½ Quadratmeilen bestimmt. Eisen, und Wein sind die vorzüglichsten Naturproducte in dieser Grafschaft. Die Waldungen tragen Tannen, Eichen, Buchen, Lerchen etc. Die Volksmenge wird in dieser Grafschaft auf 42.000 Seelen bestimmt. Hier sind zu bemerken: der Markt Falkenstein, die Stadt Winnweiler, wo das Oberamt seinen Sitz hat. Bey demselben stehen 1 Oberamtmann, 2 Oberamtsräthe, ein Secretär. Ferner gehören hierher der Kreiscontingentshauptmann, das Landschaftsphysicat und das Forstamt mit einem Unterforstmeister, 6 Jägern, und 2 Wolfskreisern. Das Oberamt ist der Landesregierung in Freyburg untergeordnet.“

1786 gibt der Reisende Philipp Wilhelm Gercken seine selbst gewonnenen Eindrücke vom Oberamt so wieder:

„Die ganze Grafschaft ist sehr gebürgigt, rauh, steinigt und unfruchtbar, traurige Schöpfung. Haber und Kartoffeln sind das Hauptprodukt. Man rechnet 18 Ortschaften dazu, die aber nicht in einem Bezirk, sondern zum Theil zerstreut herum liegen. Der Fleck Winnweiler ist der Hauptort, worin auch der Kaiserliche Oberamtmann wohnet. Das alte Schloß und Stammhaus Falkenstein liegt etwa eine kleine halbe Stunde von dem Donnersberg in völligen Ruinen. Es muß ansehnlich und weitläuftig gewesen seyn, wie die Ruinen und sehr dicken Mauern zeigen. Der kleine Flecken Falkenstein, so aus wenigen Häusern besteht, liegt hart daran in einem sehr tiefen Thale, so tief, daß man kaum die Spitze des Kirchthurms sehen kann. Etwas von Eisenbergwerken soll hier seyn, und auch Kobold. Die Einkünfte der ganzen Grafschaft müssen wegen der mageren dürftigen Gegend nur geringe seyn. Holzung genug, aber auch sehr mitgenommen.“

## Ortschaften
Die Ortschaften des Oberamtes sind:
Grafschaft Falkenstein
- Winnweiler
- Alsenbrück
- Langmeil
- Imsbach
- Börrstadt
- Jakobsweiler
- Falkenstein
- Schweisweiler
- Hochstein
- Höringen
- Potzbach
- Lohnsfeld
- St. Alban
- Hengstenberg (früherer Name für den Hengstbacher Hof, heute ein Ortsteil von St. Alban)[10]
- Gerbach
- Obergaugrehweiler (die auf dem rechten Ufer des Appelbachs liegenden  Teile der heutigen Gemeinde Gaugrehweiler.)
- Kalkofen
- Ilbesheim

Wirichshube (ein Exklavegebiet der Grafschaft Falkenstein, südlich von Kaiserslautern, strittig mit der Kurpfalz)
- Trippstadt  (die Hälfte des Dorfes)
- Mölschbach
- Stelzenberg

Rheinhessische Exklavedörfer (zur Grafschaft Falkenstein, nicht zusammenhängend)
- Hohen-Sülzen
- Framersheim
- Eckelsheim
- Biebelsheim
- Ippesheim (Nahe) (die Hälfte des Dorfes)
- Dalheim (Rheinhessen)
- Hillesheim (Rheinhessen) (die Hälfte des Dorfes)
- Harxheim (Rheinhessen)

Herrschaft Stolzenberg
- Stahlberg
- Dielkirchen
- Steingruben
- Bayerfeld
- Steckweiler
- Cölln

## Geschichte

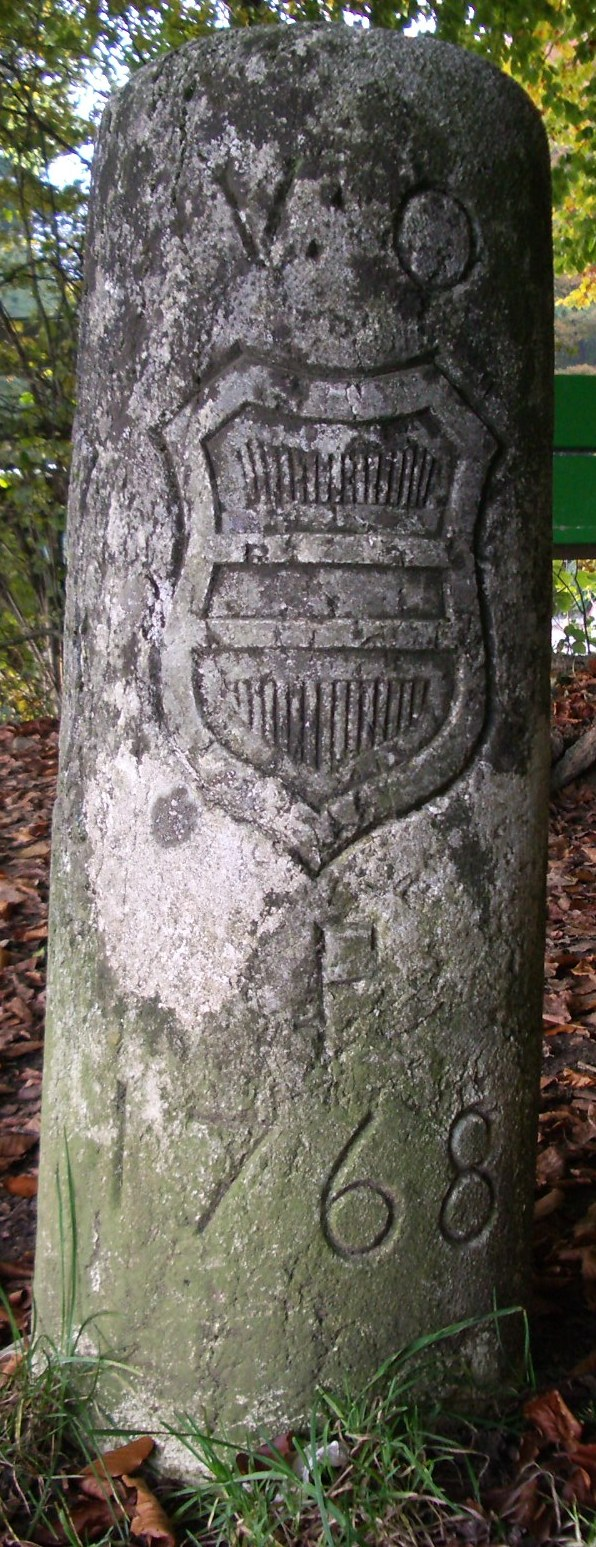
Grenzstein von Vorderösterreich. Solche Hoheitszeichen markierten auch die Grenzen des Oberamtes Winnweiler.

Herzog Franz Stephan von Lothringen erhielt 1731 aus der Hinterlassenschaft seines Vaters das Reichslehen der Grafschaft Falkenstein, zu dem auch die hälftigen Rechte an der „Herrschaft Stolzenberg“, einige Dörfer südlich von Mainz und auch das von der Kurpfalz beanspruchte und zumeist verwaltete Kleinstgebiet der „Wirichshube“ bei Trippstadt gehörten. 1736 heiratete der Lothringer Herzog die österreichische Erbprinzessin Maria Theresia; ab 1745 regierten beide das Heilige Römische Reich als Kaiser und Kaiserin. Durch die Heirat fiel die Grafschaft Falkenstein mit ihren Nebengebieten an das Haus Habsburg-Lothringen und wurde mit eigenem Verwaltungszentrum, dem Oberamt in Winnweiler, ausgestattet. Als Lothringer Besitz, den der nicht-habsburgische Ehemann in die Familie eingebracht hatte, wurde die Grafschaft zunächst nur von österreichischen Beamten verwaltet, ohne formell zu Österreich zu gehören. Erst 1782 schloss Kaiser Joseph II. die Grafschaft Falkenstein bzw. das Oberamt Winnweiler auch formell staatsrechtlich seinem Landesteil Vorderösterreich an.
Das Gebiet war ab Dezember 1792 zumeist französisch besetzt  und wurde beim Friedensschluss von Campo Formio (1797), als Teil der linksrheinischen deutschen Gebiete an Frankreich abgetreten, wo es bis 1815 verblieb. In dieser Zeit gehörte es zum französischen Département du Mont-Tonnerre mit Regierungssitz in Mainz. 1815/1816 bestand eine gemeinsame österreichisch-bayerische Regierung in Bad Kreuznach, 1816 fiel das Territorium an den neuen Rheinkreis des Königreiches Bayern; die rheinhessischen Exklavedörfer an das Großherzogtum Hessen, seit 1946 gehören alle ehemaligen Gebietsteile zum Land Rheinland-Pfalz. Außer den Dörfern der „Wirichshube“ und dem rheinhessischen Streubesitz liegen die Ortschaften des alten Oberamtes Winnweiler heute ausschließlich im Donnersbergkreis.
Österreich kümmerte sich vorbildlich um das eher entlegene und unbedeutende Ländchen. Die Broschüre „Falkenstein, Donnersberg, Winnweiler“ von Richard Hellriegel (Speyer, 1952) konstatiert, dass Winnweilers Blütezeit in der österreichischen Periode gewesen sei, als es quasi Landeshauptstadt und Regierungssitz war. Österreich entsandte auf diesen „Vorposten“ bewährte Beamte zur Landesverwaltung, unter anderem Angehörige der Familie Camuzi, die zwei Generationen lang im Dienste des Oberamtes tätig war und sich später im vorderpfälzischen Dirmstein ansiedelte.

## Auswanderer

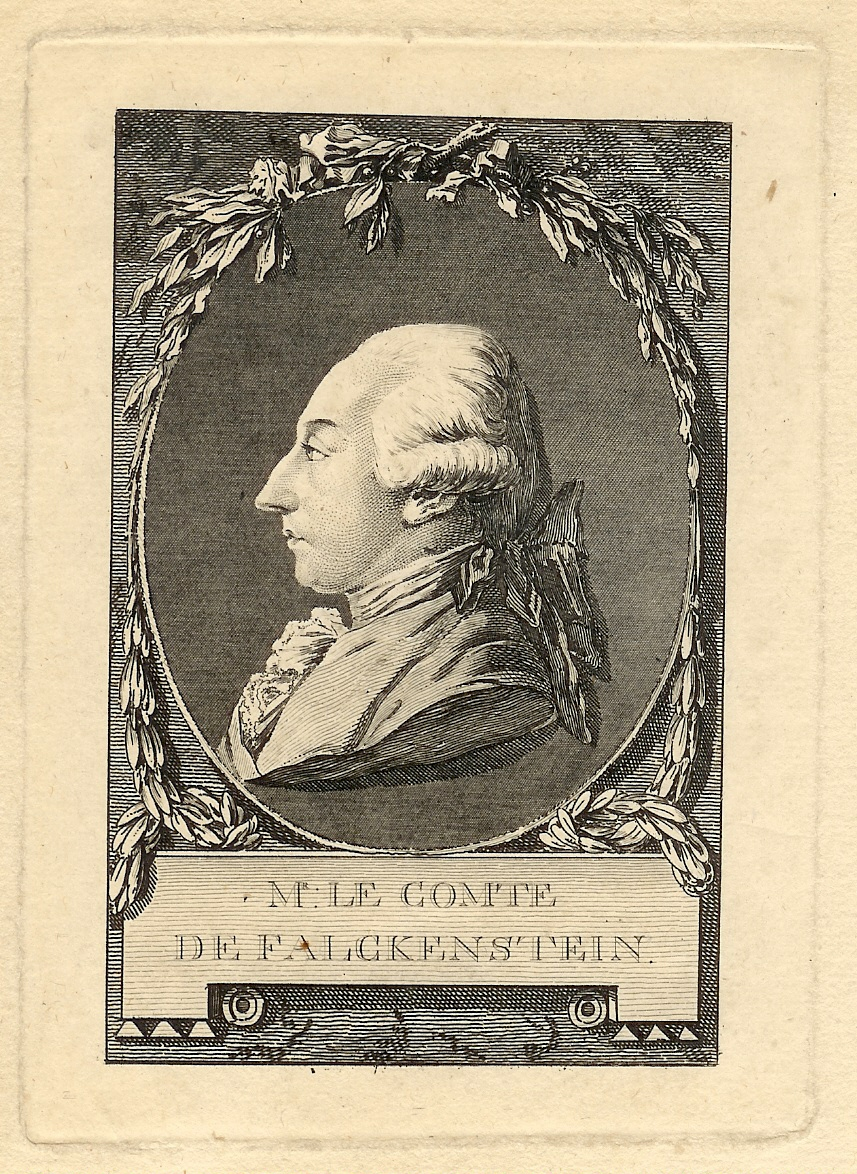
Kaiser Joseph II. als Graf von Falkenstein

Ortswappen von Eckelsheim, oben Grafschaft Falkenstein, unten Lothringen

In der Auswanderungsbewegung des 18. Jahrhunderts spielte das Oberamt Winnweiler eine ganz besondere Rolle. Nicht wenige Donauschwaben und Galiziendeutsche in den alten habsburgischen Gebieten von Ungarn, Rumänien oder Polen können auf Pfälzer Vorfahren zurückblicken. Diese stammten oftmals direkt aus den Dörfern des Oberamtes oder ließen sich – aus anderen Pfälzer Gebieten kommend – zumindest dort anwerben. Im Rahmen der österreichischen Besiedlung von Galizien richtete man in Winnweiler um 1781 sogar eine spezielle Anwerbestelle ein.

## Besonderes
Kaiser Joseph II. bediente sich grundsätzlich des Titels eines „Grafen von Falkenstein“, wenn er inkognito reiste.
Auf dem Kreuzberg über dem Oberamtssitz Winnweiler befindet sich die Kreuzkapelle mit Einsiedelei, gestiftet 1728 von Baron Langen, einem Verwaltungsbeamten des Territoriums. Das Haus Habsburg steuerte später bedeutende Summen zum Ausbau bei. Ein Gemälde soll von einem Raffaelschüler stammen und es ist überliefert, dass Kaiserin Maria Theresia sogar eine selbstgefertigte Messkasel für das Gotteshaus stiftete, das deshalb im Volksmund „Maria-Theresien-Kapelle“ heißt. Die Kirche diente den Beamten des Oberamtes als Grablege.
In Hochstein steht ein Votivkreuz, das der Winnweiler Oberamtsbote Johann Haag 1767 in Erfüllung eines Versprechens errichten ließ, nachdem er sich auf einer Dienstreise nach Luxemburg – damals Österreichische Niederlande – im Soonwald verirrt hatte.
Das Ortswappen von Eckelsheim führt in Erinnerung an die historische Zugehörigkeit zum habsburg-lothringischen Oberamt Winnweiler neben dem Rad der Grafschaft Falkenstein auch das heraldische Symbol Lothringens.
Das Rathaus von Hohen-Sülzen besitzt noch historische Doppeladler-Stühle und -Türbeschläge aus österreichischer Zeit.